# كيفن د. ويليامسون
كيفن د. ويليامسون (بالإنجليزية: Kevin D. Williamson)‏ هو ناقد رأي ‏ وصحفي أمريكي، ولد في 18 سبتمبر 1972 في أماريلو في الولايات المتحدة.